# Zorza (mitologia)
Zorza – postać w folklorze słowiańskim, uosobienie świtu, być może bogini. W zależności od tradycji może występować w liczbie pojedynczej, dwóch lub trzech sióstr jednocześnie. Mimo że Zorza jest etymologicznie niezwiązana z praindoeuropejską boginią świtu *H₂éwsōs, to posiada większość jej cech. Często przedstawiana jako siostra Słońca, Księżyca, oraz Gwiazdy-Jutrzenki – Gwiazdy Porannej z którą czasami ją utożsamiano. Mieszka w Pałacu Słońca, otwiera mu rano bramę by mógł ruszyć w wędrówkę po niebie, pilnuje jego białych koni, opisywana też jako dziewica.

## Etymologia
Ogólnosłowiańskie słowo zorza (z prasłowiańskiego *zoŗà) pochodzi z tego samego rdzenia co staropolskie słowo źrzeć (‘widzieć, obserwować’, z prasłowiańskiego *zьrěti), które oryginalnie mogło oznaczać ‘blask’. Słowo zarza mogło powstać pod wpływem słowa ‘żar’. *zoŗà pochodzi z prabałtosłowiańskiego *źoriˀ (por. litewskie žarà, žarijà), etymologia rdzenia niejasna.

## Mitologia porównawcza
Praindoeuropejską, zrekonstruowaną boginią świtu jest *H₂éwsōs. Jej imię zostało zrekonstruowane przy pomocy metody porównawczej na podstawie imion indoeuropejskich bogiń świtu, np. greckiej Eos, rzymskiej Aurory, czy wedyjskiej Uszas, analogicznie, na podstawie wspólnych cech bogiń świtu, zostały również zrekonstruowane cechy praindoeuropejskiej bogini.
Mimo że kult Zorzy znajduje potwierdzenie tylko w folklorze, to jego korzenie sięgają indoeuropejskich czasów starożytnych, a sama Zorza przejawia większość cech *H₂éwsōs. Zorza posiada następujące cechy wspólne dla większości bogiń świtu:
1. Pojawia się w towarzystwie św. Jerzego i św. Mikołaja (interpretowanych jako boscy bliźniacy)[5]
2. Kolory czerwony, krasny, złoty, żółty, różany[2][6]
3. Mieszka za morzem, na wyspie Bujan[7][2]
4. Otwiera drzwi Słońcu[1][2]
5. Posiadała złotą łódź i srebrne wiosło

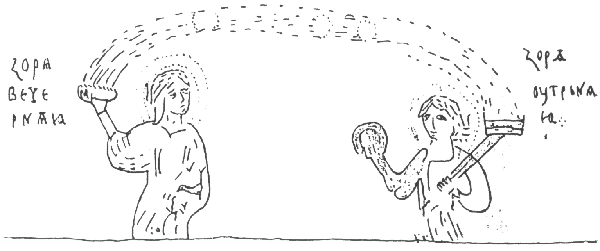
Dwie Zorze z Psałterza Chłudowa

Zarubin podjął się porównania folkloru słowiańskiego oraz indoaryjskiej Rygwedy i Atharwawedy, gdzie zachowały się wizerunki Słońca i jego towarzyszek, Zórz. Wizerunki te sięgają starożytnych koncepcji od początkowo fetyszystycznych (Słońce w postaci pierścienia lub koła) do późniejszych antropomorficznych. Nowogrodzki Psałterz Chłudowa z końca XIII wieku zawiera miniaturę przedstawiającą dwie kobiety. Jedna z nich, ognistoczerwona, podpisana jako „zorza poranna”, w prawej ręce trzyma czerwone słońce w formie pierścienia, w lewej ręce trzyma pochodnię opartą na ramieniu, zakończoną pudełkiem, z którego wychodzi jasnozielony pasek przechodzący w ciemnozielony. Pasmo to kończy się w prawej ręce innej kobiety, w kolorze zielonym, podpisaną jako „zorza wieczorna”, z lewego rękawa wyłania się ptaszek. Zinterpretować to należy jako Zorzę Poranną wypuszczającą Słońce na jego dzienną wędrówkę, a o zachodzie na spotkanie ze Słońcem oczekuje Zorza Wieczorna. Bardzo podobny motyw został odnaleziony w jaskiniowej świątyni z II lub III w. n.e. w Nashik, Indie. Płaskorzeźba przedstawia dwie kobiety: jedna z nich, przy pomocy pochodni, zapala koło Słońca, a druga oczekuje go o zachodzie. Niektóre inne płaskorzeźby przedstawiają dwie boginie świtu: Uszas i Pratiuszę, a Słońce w towarzystwie Zórz pojawia się w kilku hymnach. Słońce w postaci kola pojawia się w indoaryjskiej Rygwedzie, czy nordyckiej Eddzie, a także w folklorze: podczas dorocznych świąt Germanów i Słowian zapalali oni koło, które według średniowiecznych autorów miało symbolizować słońce.
Podobne wizerunki podobne do tego z psałterza i z Naszik pojawiają się w różnych częściach słowiańszczyzny, np. na rzeźbionej i malowanej bramie słowackiej posiadłości chłopskiej (wieś Očová): na jednym z filarów wyrzeźbiona jest Zorza Poranna, o złotej głowie, nad nią znajduje się łuna, a jeszcze wyżej Słońce, które toczy się po łukowej drodze, a na drugim filarze wyrzeźbiona jest Zorza Wieczorna, nad którą znajduje się zachodzące słońce. Na tej płaskorzeźbie znajdują się też przyciemnione słońca, być może martwe słońca pojawiające się w folklorze słowiańskim. Motywy te potwierdzone są też przez rosyjskie powiedzenie „Słońce nie wzejdzie bez Porannej Zoriuszki”. Taki motyw znaleziono także na grzbiecie sań z XIX w., gdzie Słońce, w formie koła, znajduje się w pałacu, a dwie Zorze stoją w wyjściu, oraz na chłopskim hafcie z obwodu twerskiego, gdzie Zorze na koniach podjeżdżają na koniach do Słońca, jedna jest czerwona, a druga zielona.

## Tradycja ruska
W tradycji ruskiej często występują jako dwie dziewicze siostry: Zoria Utrienniaja (Zorza Poranna, od utro – „poranek”) jako bogini świtu, oraz Zoria Wieczerniaja (Zorza Wieczorna, od wieczer – „wieczór”) jako bogini zmierzchu. Każda miała stać po innej stronie złotego tronu Słońca. Zorza Poranna otwierała bramę niebiańskiego pałacu, gdy Słońce rano ruszało w wędrówkę po niebie, a Zorza Wieczorna zamykała bramę, gdy Słońce wracało na noc do swojej siedziby. Siedziba Zorzy miała znajdować się na wyspie Bujan.
Mit z późniejszego okresu mówi o trzech Zorzach i ich specjalnym zadaniu:

W niebie są trzy siostrzyczki, trzy małe Zorze: jedna Wieczorna, druga Nocna, trzecia Poranna. Ich obowiązkiem jest pilnowanie psa przywiązanego żelaznym łańcuchem do konstelacji Małej Niedźwiedzicy. Jeżeli łańcuch się zerwie, nastąpi koniec świata.

Zorza patronowała także małżeństwom, co objawia się tym, że często występuje w pieśniach ślubnych, oraz aranżowała je pomiędzy bogami. W jednej z pieśni małorosyjskich, gdzie Księżyc podczas wędrówki po niebie spotyka Zorzę, wprost przypisuje się jej tę funkcję:

O Zorzo, Zorzo! gdzieś ty była?

Gdzieś ty była? Gdzie zamierzasz mieszkać?

Gdzie mam zamiar mieszkać? u Pana Iwana,

U Pana Iwana na jego dworze,

Na jego Dworze i w jego domu,

A w jego domu są dwie radości:

Pierwsza radość - wyswatać jego syna;

A druga radość - oddać jego córkę za mąż

Modlono się do niej jako Zarii (Zaria) także o dobre plony oraz o zdrowie:

Hej, poranna Zario, i wieczorna Zario! Padnij na moje żyto, aby wyrosło jak las, mocne jak dąb!

Zaria Matko poranka, wieczora i północy! Jak cicho odejdziesz i znikniesz, tak i oby moje choroby i smutki we Mnie, słudze Bożym, cicho odeszły i zniknęły - o poranku, o wieczorze i o północy!

## Tradycja białoruska
W folklorze białoruskim pojawia się jako Zaranica (Зараніца) lub jako Zara-zaranica (Зара-Зараніца). W jednym z fragmentów Zorzę spotykają śś. Jerzy oraz Mikołaj, którzy wedle mitologii porównawczej pełnią funkcję boskich bliźniaków, którzy w mitologiach indoeuropejskich na ogół są braćmi bogini świtu: „Szedł święty Jerzy z Mikołajem, spotkali Zaranicę”. 
W folklorze występuje także w formie zagadki:

Zara-zaranica, piękna dziewica, po niebie chodziła, klucze upuściła. Księżyc je zobaczył, lecz nic nie powiedział, gdy słońce wstało, klucze znalazło.

Chodzi tutaj o rosę, na którą księżyc nie reaguje a która znika pod wpływem słońca. Zara prawdopodobnie jest po prostu boginią świtu, i można ją tłumaczyć dosłownie jako Świt, a Zaranica jest zdrobnieniem i może świadczyć o szacunku wobec Niej.

## Tradycja polska
W folklorze polskim występują trzy siostry zorze: Zorza porankowa, Zorza południowa, Zorza wieczorowa, które pełnią funkcję Rodzanic :
| Zarze, zarzyce, trzy siestrzyce. Poszła Matka Boża po morzu, zbirając złote pianki; Potkał ją święty Jan: A gdzie idziesz matuchno? Idę synaczka swego leczyć. | Zorzyczki, zorzyczki, trzy was jest jedna porankowa, druga południowa, trzecia wieczorowa. Weźcie od mego dziecka płaczenie, oddajcie mu spanie. | Zorze, zorzeczeńki! Wszystkieśta moje siostruczeńki! Siadajta na konia wronego I jedźta po towarzysza mojego. Żeby on nie mógł beze mnie ni spać, ni jeść, ni siadać, ni gadać. Żeby ja mu się spodobała we stanie, w robocie, w ochocie. Żeby ja była wdzięczna i przyjemna Bogu i ludziom, i temu towarzyszowi mojemu. |

## Zorza w kulturze
- Popularna pieśń ludowa Zoriuszka (Зорюшка) śpiewana w dniu zaślubin[16].
- Trzy Zorze występują w serialu Amerykańscy bogowie: Zorza Poranna, Zorza Wieczorna oraz Zorza Północna[17].
- Zorza pojawia się w Kronikach Żelaznego Druida autorstwa Kevina Hearne[18].
- Jeden z utworów australijskiego kompozytora Juliana Cochrana nosi nazwę Zorya Vechernyaya[19].
- Jeden z albumów czeskiego kompozytora Floexa nosi nazwę Zorya, a ostatni numer na płycie nosi nazwę Zorya Polunochnaya[20].